# Seth Olofsson
Seth Emil Olofsson (* 17. Januar 1915 in Boden; † 10. Oktober 1970 in Vittjärv) war ein schwedischer Militärpatrouillenläufer.
Bei den Olympischen Winterspielen 1936 in Garmisch-Partenkirchen gewann er im Militärpatrouillenlauf, der als Demonstrationswettkampf ausgetragen wurde, zusammen mit Gunnar Wåhlberg, Johan Wiksten und John Westbergh die Bronzemedaille.